# Mannerheimintie
Mannerheimintie, (suédois : Mannerheimvägen, français : la route Mannerheim) est l'artère principale de la capitale finlandaise Helsinki. 
Elle est souvent surnommée Mansku par les habitants de la capitale. Elle correspond sur la totalité de ses 5,5 kilomètres de long à la Route européenne 12 et à la Route nationale 3.

## Parcours et trafic
Mannerheimintie débute à l'angle de l'Esplanade et du Boulevard, à hauteur du square d'Erottaja, l'hypercentre de la ville. Elle mesure à ce niveau jusqu'à 47 mètres de large (deux fois deux ou trois voies de circulation et au centre deux voies de tramway). 
Elle est bordée par plusieurs des édifices les plus connus de la capitale : les grands magasins Stockmann et Sokos, la postitalo, le siège du Hufvudstadsbladet, le Lasipalatsi ou encore le musée Kiasma.
Un peu plus loin vers le nord, on trouve le parlement, le musée national, la maison de la musique et la maison Finlandia. 
La route longe ensuite la baie de Töölö à l'ouest et dépasse l'opéra puis le stade olympique. 
Peu après le stade, la nationale 1 se sépare de Mannerheimintie pour continuer en direction de Turku. En continuant à suivre un axe nord-nord-ouest, puis plein nord, l'avenue traverse ensuite des quartiers résidentiels édifiés dans les années 1950 et 1960. Elle se termine à proximité du quartier de Haaga où elle se transforme en autoroute.
Le trafic considérable en fait un axe fréquemment sujet aux embouteillages. 
De 17 700 véhicules par jour dans l'hypercentre, à hauteur du numéro 5, elle passe rapidement à près de 40 000 le long de la baie de Töölö et frôle les 45 000 à l'embouchure de l'autoroute.

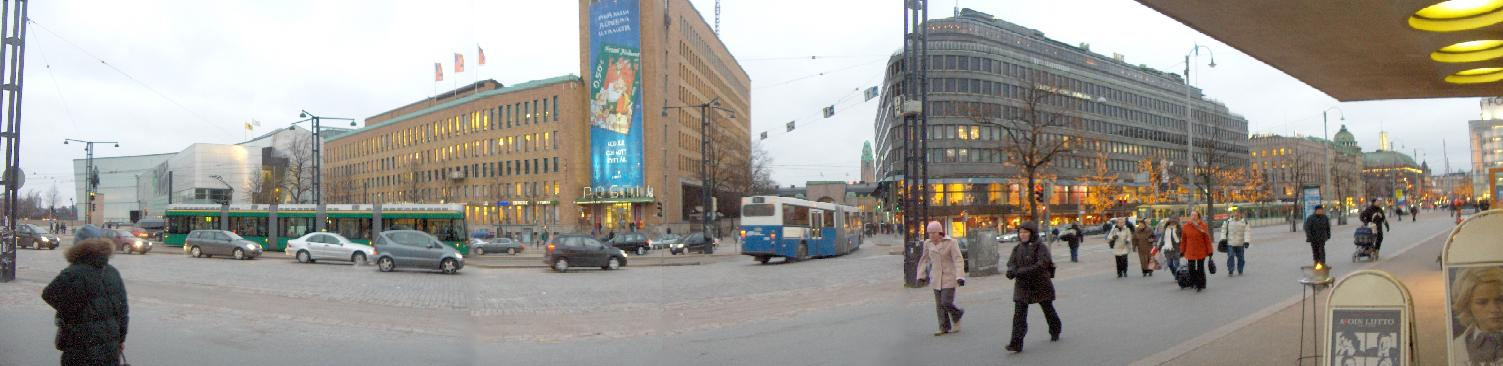
En avant plan Mannerheimintie à l'arrière plan Sokos et Postitalo.

## Histoire
À la suite du déplacement d'Helsinki dans les années 1640 de son lieu de fondation à son emplacement actuel, deux routes principales relient la petite cité au reste du pays. L'une part vers le nord-ouest, puis bifurque vers l'ouest en direction de la capitale Turku. Elle est alors nommée Route de Turku, Route de Töölö ou Route d'Espoo. 
À la suite de l'incendie de 1827 et au choix d'Helsinki comme capitale du Grand-duché de Finlande, la ville est dotée par Johan Albrecht Ehrenström d'un plan géométrique. 
La route de Turku devient un large axe rectiligne portant le nom de Rue Henri (Henriksgatan) en l'honneur de Robert Henrik Rehbinder. Au cours des années 1830, un parc est planté au milieu de la rue qui est alors divisée en rues Henri Est et Ouest (1836). La partie longeant la baie de Töölö au nord du musée national reçoit après sa construction dans les années 1860 le nom de chaussée Ouest. 
En 1928, une série de changements des noms de rue de la ville voit l'adoption officielle des noms finnois de Heikinkatu Est et Ouest pour la partie centrale et le retour à l'appellation route de Turku (Turuntie) pour le reste du tracé. Enfin, en 1942 la route est encore prolongée vers le nord et elle est rebaptisée en totalité le 4 juin 1942 sous son nom actuel, à l'occasion du 75e anniversaire du maréchal Mannerheim.

## Bâtiments remarquables
De nombreux bâtiments historiques sont construits le long de la rue Mannerheimintie.
| Adresse | Bâtiment                        | Image |
| 1       | Grand magasin Stockmann         |       |
| 3       | Ancienne maison des étudiants   |       |
| 5       | Nouvelle maison des étudiants   |       |
| 6       | Mannerheimintie 6               |       |
| 7       | Immeuble Kaleva                 |       |
| 9       | Grands magasins Sokos           |       |
| 10      | Hôtel Marski                    |       |
| 11      | Postitalo                       |       |
| 11      | Kiasma                          |       |
| 13      | Villa d'Hakasalmi               |       |
| 13a     | Maison de la Musique d'Helsinki |       |
| 13e     | Maison Finlandia                |       |
| 17e     | Gymnase de Töölö                |       |
| 18      | Hufvudstadsbladet               |       |
| 20      | Forum                           |       |
| 22-24   | Lasipalatsi                     |       |
| 30      | Eduskuntatalo                   |       |
| 34      | Musée national de Finlande      |       |
| 46, 50  | Scandic Park et Crowne Plaza    |       |
| 103 b   | Lääkelaitos                     |       |